# Watson and the Shark
Watson and the Shark (Dansk: Watson og hajen) er titlen på et oliemaleri malet i 1778 af den amerikanske kunstmaler John Singleton Copley.
Maleriet skildrer redningen af Brook Watson fra et hajangreb i Havana, Cuba. Copley malede tre versioner, der findes på National Gallery of Art, Washington D.C.
Billedet var bestilt af sir Brook Watson, der i 1749 havde været udsat for et hajangreb. Den 14-årige Brook Watson var en del af mandskabet på et af sin onkels handelsskibe. Han svømmede alene i havnen i Havana, da han blev angrebet af en haj. Ved angrebet mistede han højre underben, før han blev reddet af sine skibskammerater.
Billedet vakte furore, bl.a. på grund af det på den tid usædvanlige og gruopvækkende motiv, som maleren dog har idylliseret ved at placere det højre, skadede ben næsten usynligt under bølgerne. Man kan dog ane en antydning af blod i vandet.